# Sušica (Krka)
Sušica je potok v jugovzhodni Sloveniji, pritok reke Krke, ki večinoma teče po območju Občine Dolenjske Toplice in teče skozi središče zdraviliškega in turističnega kraja Dolenjske Toplice.